# Richard Skarabis
Richard Hermann Skarabis (* 29. Mai 1895 in Dätzdorf, Kreis Jauer, heute: Dzierżków, Gmina Dobromierz; † 19. März 1990 in Kronberg im Taunus) war ein deutscher SS-Führer.

## Leben und Wirken
Nach dem Schulbesuch erlernte Skarabis den Beruf des Drehers. 1929 trat er in die NSDAP (Mitgliedsnummer 172.453) ein und wurde 1931 Mitglied der SS (Mitgliedsnummer 12.676). 1934 war Skarabis Führer des 3. Sturmbanns der 8. SS-Infanteriestandarte im schlesischen Landeshut.

### Die Ermordung von Robert Reh und Ewald Köppel (1934)
Im Juni/Juli 1934 war Skarabis in die Röhm-Affäre verwickelt. Ende Juni nahm er an einer Besprechung bei Richard Hildebrandt, dem Befehlshaber des SS-Abschnittes XXI in Görlitz teil, bei dem er in die für den 30. Juni 1934 und die Folgetage geplanten Aktionen eingeweiht wurde. Skarabis soll dabei eine Liste mit 15 Namen von Personen erhalten haben, die nach Anlauf der Aktion in seinem Zuständigkeitsbereich verhaftet werden sollten.
Am 30. Juni 1934 ließ Skarabis den lokalen SA-Befehlshaber Seewald und den Polizeichef Groehn verhaften. Zehn SS-Männer des 11. Sturmbanns der 8. SS-Standarte schickte er später los, um die aufgelisteten Personen festzunehmen und sie ins SS-Hauptquartier oder ins Gefängnis des Landeshuter Amtsgerichtes zu bringen.
Am 1. Juli 1934 ließ Skarabis zwei ortsansässige Arbeiter erschießen: den Heizer Robert Reh (* 28. November 1904; Sozialdemokrat) und den Bergmann Ewald Köppel (* 5. Februar 1905; Kommunist). Im Fall Reh beauftragte Skarabis seine Leute ausdrücklich, diesen an einem geeigneten Ort ohne Zeugen zu liquidieren. Da Reh zu Hause in Anwesenheit seiner Frau und zwei Kindern angetroffen wurde, wurde er nicht an Ort und Stelle umgebracht, sondern von den SS-Leuten unter dem Vorwand, dass er ihnen ein kommunistisches Waffenversteck zeigen sollte, aus der Stadt geführt. Im Stadtwald von Landeshut wurde er nahe dem örtlichen Steinbruch von dem SS-Mann Bümmel durch einen Kopfschuss getötet. Anschließend schoss ein anderer SS-Mann noch in Rehs Körper. Die Leiche wurde am nächsten Tag entdeckt und obduziert.
Den Kommunisten Köppel, der früher schon einmal in einem KZ eingesessen hatte, ließ Skarabis zunächst nur verhaften. Nachdem Köppel im Gefängnis anhaltend schrie und tobte, ging Skarabis mit dem SS-Mann Hartmann ins Gefängnis und schickte ihn zur Zelle Köppels mit dem Befehl, diesen eindringlich zu ermahnen, sich zu beruhigen und andernfalls „mit ihm kurzen Prozess machen und ihn zu erschießen“, was Hartmann dann auch ausführte. Skarabis belobigte Hartmann anschließend für die Exekution.
Kurz nach den Morden an Köppel und Reh leitete die Staatsanwaltschaft Hirschberg Untersuchungsverfahren ein. Da die Namen beider Männer nicht auf der offiziellen Liste mit 77 Namen standen, die die NS-Regierung dem Reichsjustizministerium hatte zukommen lassen, deren Ermordung durch das Gesetz über Maßnahmen der Staatsnotwehr vom 3. Juli 1934 nachträglich für rechtens erklärt worden war und die daher nicht strafrechtlich verfolgt werden durften, wurden in den Mordfällen Reh und Köppel zunächst normale Ermittlungen aufgenommen und die Täter verfolgt. Während einer Besprechung am Reichsparteitag vom September 1934 konnte Heinrich Himmler, der bestrebt war seine SS-Leute vor strafrechtlicher Verfolgung zu schützen, im Zusammenspiel mit Roland Freisler jedoch Hitler dazu bewegen, von seinem Recht als Staatsoberhaupt Gebrauch zu machen und einen Erlass herauszugeben, der die Staatsanwaltschaft Hirschberg – bei Aufrechterhaltung einer verbalen Missbilligung der „Vorkommnisse“ im Allgemeinen – anwies, die Ermittlungen wegen der Morde an Reh und Köppel – sowie wegen vier weitere Morde, die am 1. Juli 1934 von der SS in Hirschberg begangen worden waren – einzustellen. Anschließend wurden die Namen von Reh und Köppel sowie den vier Hirschberger Bürgern der oben erwähnten Liste – die somit auf 83 Namen anwuchs – als Nachträge hinzugefügt und damit ebenfalls für rechtens erklärt.

### Spätere Aktivitäten
Während des Zweiten Weltkrieges war Skarabis von 1940 bis 1941 Referent in der Umwandererzentralstelle in Litzmannstadt unter Hermann Krumey.
1941 war Skarabis, damals im Rang eines SS-Sturmbannführers, kurzzeitig provisorischer Lagerkommandant im Ghetto Theresienstadt. Seiner eigenen Aussage zufolge verbrachte er etwa acht Wochen in Prag und Theresienstadt. Im September 1941 übergab er sein Kommando an Siegfried Seidl.
Nach dem Zweiten Weltkrieg wurde Skarabis vom Schwurgericht Braunschweig vom 28. Mai 1956 wegen Beihilfe zum Totschlag in den Fällen Köppel und Reh zu vier Jahren Haft verurteilt. Etwas über zweieinhalb Jahre davon galten durch die Untersuchungshaft als verbüßt, die übrigen 486 Tage wurden in eine dreijährige Bewährungsstrafe umgewandelt. 1987 zog Skarabis von Wolfenbüttel nach Kronberg in den Taunus, wo er mit fast 95 Jahren verstarb.

## Weblink
- Skarabis, Richard. In: Theresienstadt Lexikon.